# São Pedro de Merelim
São Pedro de Merelim is een plaats (freguesia) in de Portugese gemeente Braga en telt 1 710 inwoners (2001).